# Watersnood van 1799

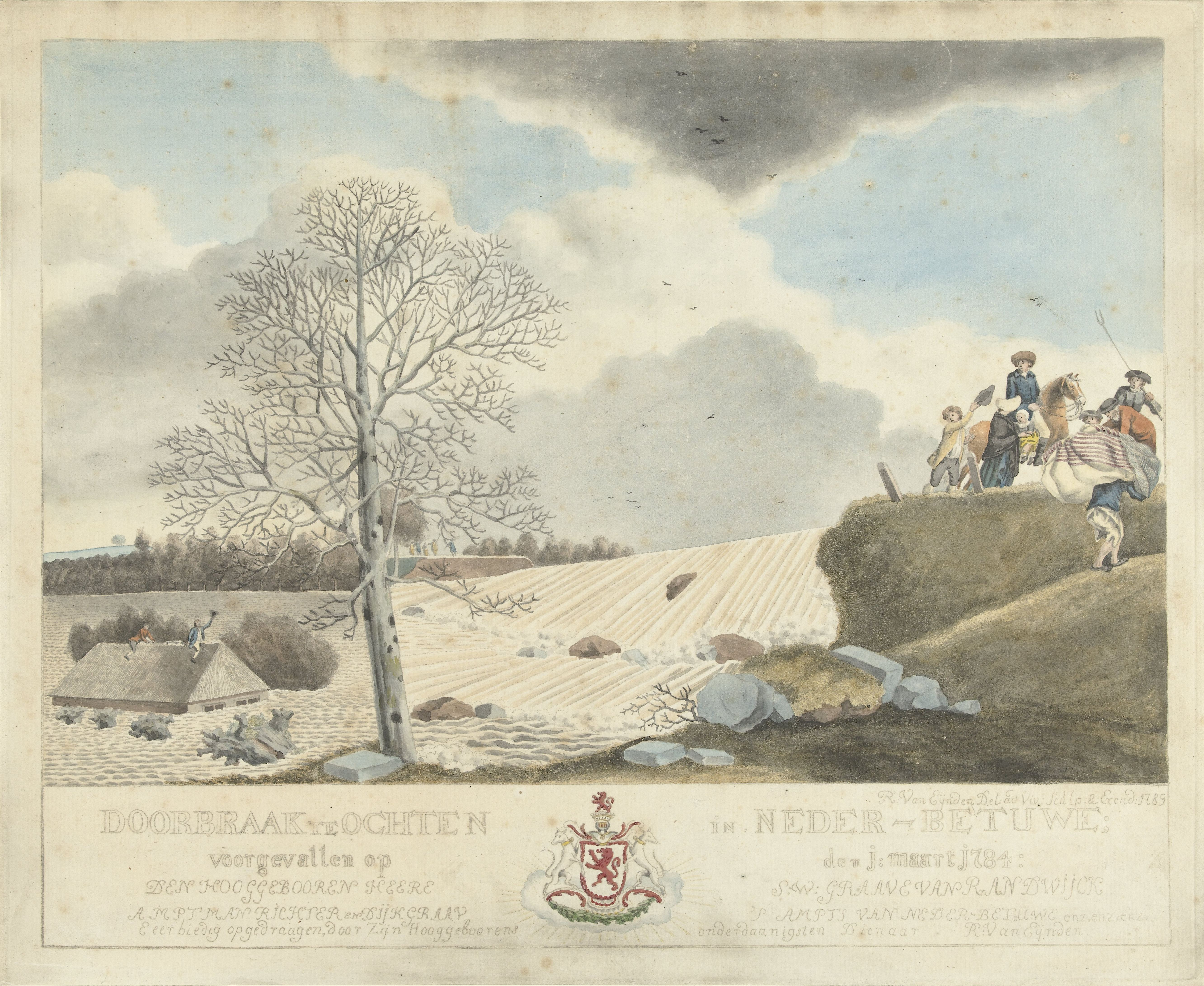
Doorbraak van de dijk te Bemmel en overstroming van het land, veroorzaakt door opeenhoping van ijsschotsen in de rivier de Waal, 27 februari 1799.

Tijdens de watersnood van 1799 braken op verschillende plaatsen in het rivierengebied dijken na ijsgang, evenals bij de watersnood van 1784. Met name de dorpen Doornik en Haarsteeg werden zwaar getroffen.
Na het invallen van de dooi, eind januari beginnen tussen 1 en 4 februari de eerste ophopingen van ijs problemen te veroorzaken in de omgeving van Nijmegen, later ook stroomafwaarts. Rond 15 februari breken de eerste dijken door. Bij Millingen worden 15 huizen verwoest. Op 21 februari breekt de dijk ter hoogte van het dorp Doornik op twee plaatsen. Bij deze doorbraak van de Waal verdronken 17 mensen en gingen alle achttien huizen, inclusief de kerk, verloren. Hierna is het dorp Doornik nooit meer helemaal opgebouwd. 
Stroomafwaarts ontstaan problemen bij Rossum, waar een molen wordt verwoest en bij Haarsteeg waar enige tientallen huizen, waaronder het gemeentehuis, werden door het water en de ijsschotsen volkomen verwoest; er waren 12 mensenlevens te betreuren. Die schijnt geheel onverwacht gekomen te zijn: een machtige ijsschots zou de dijk eenvoudig hebben omgeduwd. Hierbij werd ook de kerk verdelgt. Na deze ramp heeft men besloten om die gevaarlijke uitspringende hoek dijks, welke nu in de tijd van 4 jaren tweemaal was ingebroken te verlaten en door een binnenwaardsche rechtlijnige bedijking te doen vervangen.

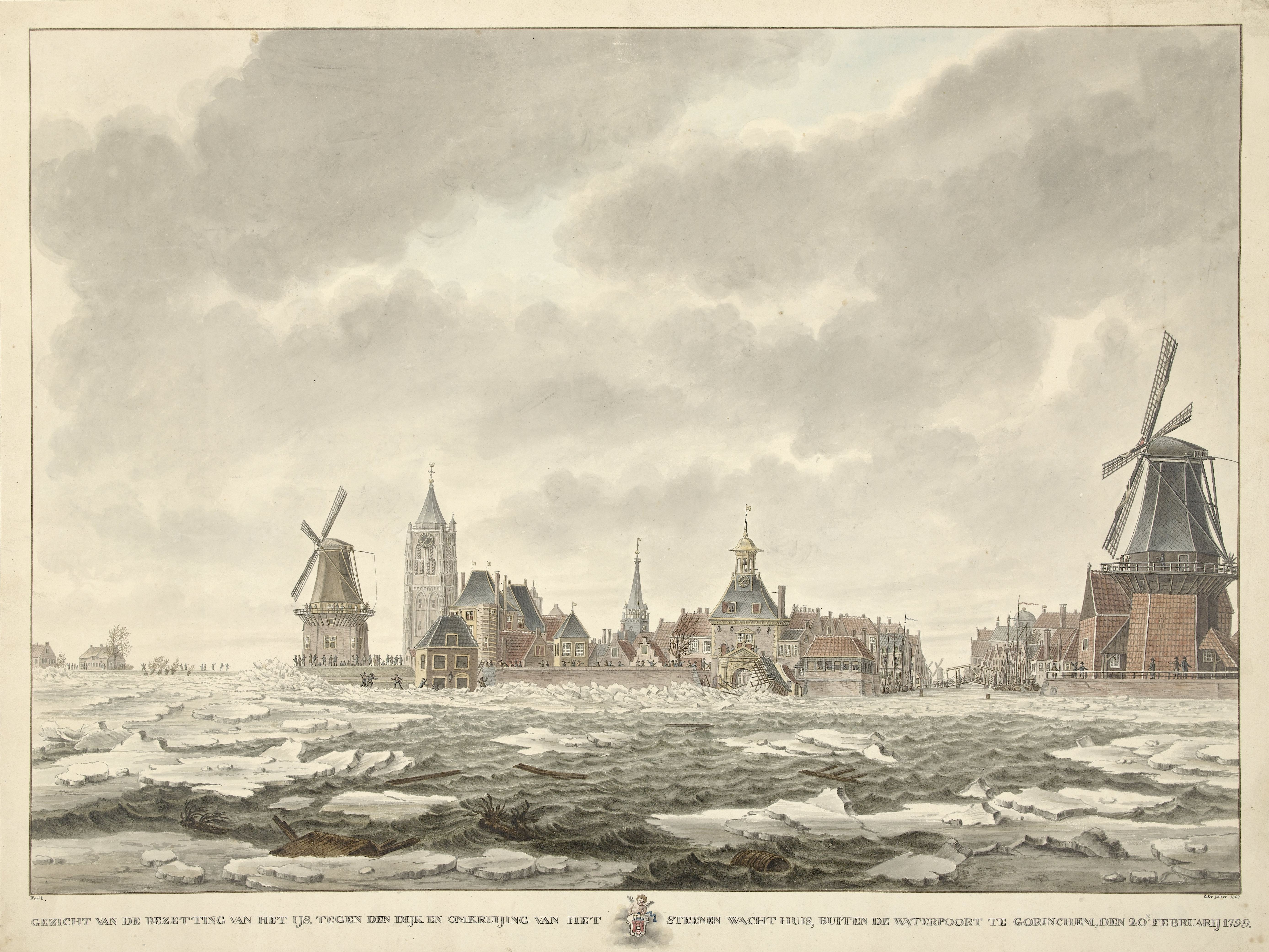
Gorinchem op 20 februari
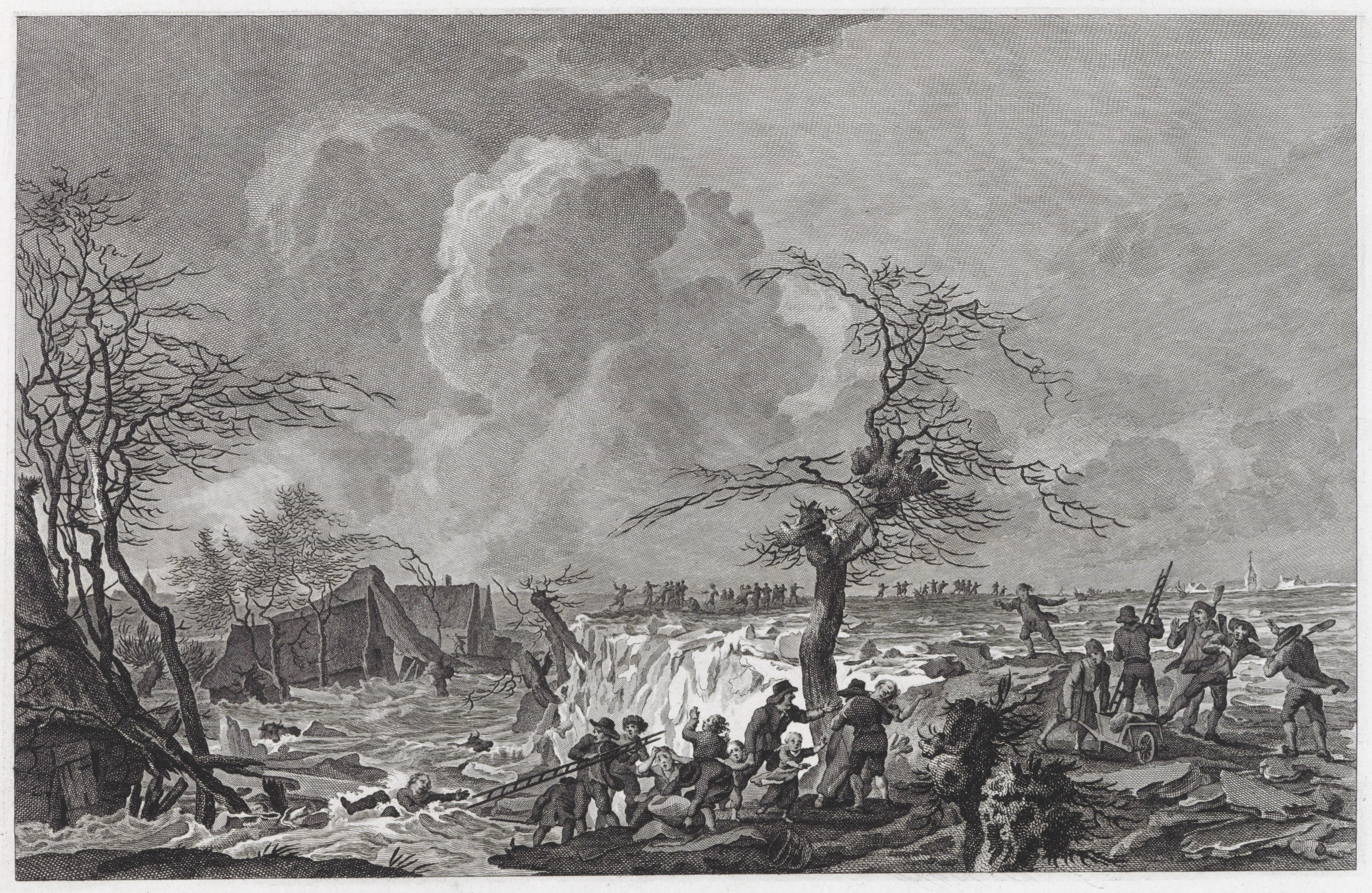
Doorbraak van Waaldijk bij Doornik, tussen Bemmel en Lent, 21 februari 1799.

838 · 1014 · 1042 · 1134 · 1163 · 1164 · 1170 · 1196 · 1212 · 1214 · 1219 · 1220 · 1221 · 1248/1249 · 1277 · 1280 · 1282 · 1287 · 1288 (I) · 1288 (II) · 1322 · 1334 · 1362 · 1374 · 1375 · 1377 · 1404 · 1421 · 1424 · 1468 · 1477 · 1509 · 1514 · 1530 · 1532 · 1552 · 1566 · 1570 · 1610 · 1643 · 1651 · 1675 · 1682 · 1686 · 1703 · 1717 · 1726 · 1741 · 1775 · 1776 · 1784 · 1799 · 1808 · 1809 · 1820 · 1825 · 1855 · 1861 (I) · 1861 (II) · 1877 · 1906 · 1916 · 1926 · 1953 · 1962 · 1993 · 1995 · 2006 · 2021